# Chilo spatiosellus
Chilo spatiosellus là một loài bướm đêm trong họ Crambidae.